# Tra poco in edicola
Tra poco in edicola è la rassegna stampa notturna di Rai Radio 1, in onda dal mercoledì al venerdì dalle 23:30 (il martedì dalle 0:25, dopo il GR1 della Mezzanotte) alle 01:30, condotta da Stefano Mensurati.

## Il programma
Nasce il 15 settembre 2014. Dopo la lettura dei giornali ospita le analisi degli esperti e degli ospiti politici. Gli ascoltatori possono intervenire in diretta telefonando o inviando i loro commenti.